# Досифей (Пицхелаури)
Архиепи́скоп Досифе́й (груз. არქიეპისკოპოსი დოსითეოზი, в миру Дмитрий Арджеванович Пицхелаури, груз. დიმიტრი არჯევანის ძე ფიცხელაური; октябрь 1774, село Икот, Картли-Кахетинское царство — 19 ноября 1830, Тифлис) — епископ Русской православной церкви, архиепископ Телавский и член грузино-имеретинской синодальной конторы.

## Биография
Родился в октябре 1774 года в селе Икоти в семье Арджевана Пицхелаури и получил в крещении имя Димитрий.
Пострижен в монахи в 1791 году в монастыре Иоанна Крестителя. В 1795 году посвящён в сан архимандрита.
С 1801 года управлял Квабтахевским монастырём, а с 1806 года — и Шиомгвимским.
В 1808 году Католикосом Антонием II также назначен управляющим Урбнисской епархией и был в Грузии одним из самых видных духовных деятелей.
В 1810 году в Санкт-Петербурге была организована комиссия по устройству духовного управления в Грузии, для участия в которой Досифей был командирован в Санкт-Петербург.
В мае 1811 года католикос ходатайствовал о посвящении архимандрита Досифея за примерные его деяния в сан епископа, но по отсутствию свободных епархий и по незнанию архимандритом русского языка хиротония была отложена, и архимандрит Досифей помещён на жительство в Александро-Невскую лавру с пенсиею.
Католикос в 1811 году ходатайствовал о посвящении Досифия в сан епископа, но ходатайство было отклонено. Причиной отказа стало отсутствие свободных епархий и незнание архимандритом русского языка. Досифей был оставлен в Александро-Невской лавре, где получал небольшое содержание.
Высочайшее повеление о посвящении архимандрита Досифея в епископы состоялось 31 декабря 1811 года, и 30 января 1812 года он был хиротонисан в епископа Горийского, викария грузинского, но оставлен в Петербурге для присутствования в Святейшем Синоде при обсуждении дел Грузинского экзархата.
По инициативе епископа Досифея было выработано новое положение о церковном устройстве Грузии, утверждённое императором 30 августа 1814 года. Для высшего управления делами Экзархата по образцу Московской синодальной конторы была учреждена Грузино-Имеретинская синодальная контора под председательством Экзарха Грузии, куда вошёл и епископ Досифей. Тогда же епископ Досифей был возведён в сан архиепископа и назначен на Телавскую и Грузино-Кавказскую кафедру. Помимо обширной Телавской епархии, ему было поручено заведование делами бывшей осетинской комиссии и комиссии по приведению в исполнение утверждённого проекта устройства духовных дел.
Новая епархия стала отчасти экстерриториальной. Такие важные населенные пункты, как Телави в Кахетии и Ананури на Военно-Грузинской дороге, в церковном отношении, несмотря на их удаленность друг от друга, были подчинены напрямую архиепископу Досифею. В его руках аккумулировались значительные финансовые средства, выделявшиеся на миссионерскую политику России как на Северном, так и на Южном Кавказе. Архиепископ Досифей получал в свое распоряжение и инструменты влияния на массы населения, в которых имперское правительство видело опасность для своих позиций на Кавказе. Объектами миссионерства были горцы — в первую очередь жители труднодоступных ущелий вдоль стратегической Военно-Грузинской дороги (грузины-мтиулы и гудамакарцы, осетины и др.). От контроля над этой магистралью в немалой степени зависел успех российской политики в регионе.
Миссионерская деятельность архиепископа Досифея в Осетии имела успех и закончилась крещением нескольких тысяч осетин. Досифей получил деньги на постройку новых церквей и разрешение на отчуждение населённых княжеских имений в пользу казны. Такие реформы вызвали большое недовольство. Множество недовольных архиепископом донесли о неблаговидных проступках Досифея и о несоответствии его деятельности присылаемым им отчётам.
7 февраля 1816 года награждён орденом Святой Анны 1-й степени.
14 мая 1817 года архиепископ Досифей уволен был от занимаемых им должностей, вызван в Москву и помещён в Высокопетровском монастыре, где прожил до 1829 года.
Затем отправился в Тифлис, где и скончался 19 ноября 1830 года.